# Flughafen Tengchong-Tuofeng

i7
i11
i13
Der Flughafen Tengchong-Tuofeng (chinesisch 騰衝駝峰機場 / 腾冲驼峰机场, Pinyin Téngchōng Tuófēng Jīchǎng, englisch Tengchong Tuofeng Airport, IATA-Code: TCZ, ICAO-Code: ZPTC)  ist der Flughafen des Kreises Tengchong in der chinesischen Provinz Yunnan. Die Eröffnung des Flughafens fand im April 2009 statt. Er liegt in der Nähe des Dorfs Tuofeng (駝峰村 / 驼峰村) der Gemeinde Qingshui (清水鄉 / 清水乡).

## Geschichte
Die Bauarbeiten für den Flughafen begannen im Januar 2008. Die Hintergründe waren neben der verbesserten Infrastruktur von Tengchong auch die Förderung von Tourismus in der Region. Man erhoffte sich so durch den Bau mehr Touristen in die Region zu locken. Zudem wollte man mit dem Bau der Tuofeng Air Route (駝峰航線 / 驼峰航线,  Tuófēng Hángxiàn), im Westen auch bekannt unter der Name „The Hump“, gedenken, ein Luftkorridor, der im Zweiten Weltkrieg einen erheblichen Anteil an der Verhinderung einer Machtübernahme seitens der Japaner gespielt hat. Man plante eine Betriebsaufnahme zum Ende des Jahres 2008, Behörden des Kreises Tengchong, in dem die Gemeinde Qingshui liegt, deren Dorf Tuofeng namensgebend ist, sprachen bei der Bekanntgabe des Bauvorhabens im zweiten Halbjahr des Jahres 2006 von einem geplanten Eröffnungstermin am 21. November 2008. Der Preis sollte sich auf ungefähr 420 bis 430 Millionen Yuan, umgerechnet zirka 55 Millionen US-Dollar belaufen.
Der Flughafen sollte vom Baustil her ein regionaler Flughafen werden und für eine Kapazität von 480.000 Passagieren im Jahr ausgelegt sein.
Die Eröffnung des Flughafens verzögerte sich jedoch aufgrund von Problemen beim Bau. So sprach man Ende 2008 von einer Eröffnung im Mai des folgenden Jahres (2009). Die Eröffnung fand schließlich im Frühling 2010 statt.
Zum Ende des Jahres 2010 gab man bekannt, dass der Flughafen für 2011 ein Ausbauprogramm zu starten plant. Die Pläne sehen vor, bis 2013 die einzige Start- und Landebahn des Flughafens von 2350 auf 3000 Meter zu erweitern und ein zweites, 30.000 Quadratmeter großes, Terminal zu errichten.

## Anbindung
Der Flughafen wird von einer Schnellstraße mit dem Zentrum von Tengchong verbunden. Die Schnellstraße wurde für den Flughafen angelegt und hat Baukosten von ungefähr 8,2 Millionen US-Dollar verschlungen, die vom Kreis Tengchong getragen wurden. Ursprünglich sollten die Baukosten 7,9 Millionen US-Dollar kosten. Die Straße trägt den Namen „Feihu Dadao“ (飛虎大道 / 飞虎大道,  Fēihǔ Dàdào – „Flying Tigers Main Road“), der ebenfalls an die „Tuofeng Air Route“ (駝峰航線 / 驼峰航线,  Tuófēng Hángxiàn) im Zweiten Weltkrieg erinnern soll.

## Eigentumsverhältnisse
Der Flughafen befindet sich zu 46 Prozent in der Hand von Yunnan Airports Group (雲南機場集團 / 云南机场集团,  Yúnnán Jīchǎng Jítuán), zu 40 Prozent in der Hand der Yunnan Guangfang Group (雲南官房集團 / 云南官房集团,  Yúnnán Guānfáng Jítuán) und zu zehn Prozent in der Hand der Kreisregierung von Tengchong. Der Rest befindet sich im Streubesitz.

## Flugziele
Derzeit wird der Flughafen lediglich direkt von der Provinzhauptstadt Yunnans, Kunming, angeflogen. Die Flugzeit beträgt etwa 50 Minuten und ersetzt eine 12-Stündige Busfahrt. Direktflüge nach Lijiang und Jinghong befinden sich in Planung.

## Name
Neben dem Namen „Tengchong-Tuofeng“ hat der Flughafen genauso wie seine Anbindungsstraße in Erinnerung an den Hump auch dessen Namen als Beinamen erhalten. The Hump, auch als Tuofeng Air Route (駝峰航線 / 驼峰航线,  Tuófēng Hángxiàn) bekannt, war eine Luftbrücke von Indien nach Tengchong, die China durch Versorgung mit kriegswichtigen Gütern maßgeblich vor der vollständigen Machtübernahme durch Japan bewahrte.